# Irene Dalis
Pour les articles homonymes, voir Dalis.
Irene Dalis (née Yvonne Dalis à San José (Californie), le 8 octobre 1925, et morte dans la même ville le 14 décembre 2014) est une chanteuse lyrique mezzo-soprano américaine, qui a eu une longue carrière internationale au plus haut niveau de l'opéra mondial.

## Études et débuts
D'origine grecque, Irene Dalis a grandi à San Jose, en Californie. En 1946, elle a obtenu son diplôme d'études au Collège d'état de San José (l'actuelle Université d'État de San José), où elle se considérait elle-même non pas comme une chanteuse, mais comme une pianiste. Elle possède une maîtrise en éducation musicale du Teachers College de l'Université Columbia, et elle a reçu des doctorats honorifiques de l'Université de Santa Clara et l'Université d'État de Californie.
Dalis a reçu une bourse Fulbright et est allée en Europe pour commencer sa carrière de chanteuse. Elle a étudié à Milan et a donné sa toute première représentation à l'Oldenburgisches Stadtstheater en Allemagne. Ce fut un tel succès qu'on lui offrit un contrat à Oldenbourg et qu'elle y resta pendant deux ans, entre 1953 et 1955, faisant ses débuts professionnels en 1953 avec la princesse Eboli dans le Don Carlos de Verdi. Elle s'installe ensuite au Deutsche Oper Berlin où sa performance dans Jenůfa de Janáček a conduit à une offre du Metropolitan Opera, où elle débute en 1957; elle est à nouveau ovationnée pour sa Princesse Eboli.
Un critique de New York, Raymond Erickson, a écrit:

Son vocalisme expert et sa musicalité sont apparus immédiatement dans Veil Song, que Dalis chantait mieux que je ne l'avais jamais entendu. Dans la partie délicate avec Carlo et Rodrigo dans les Jardins de la Reine, elle était tout aussi impressionnante, et son traitement puissant, presque torrentiel de O don fatale lui valut une véritable ovation du public. À chaque instant, son jeu se mariait parfaitement à son chant. Erickson conclut que les débuts de Dalis était "parmi les plus passionnants de ces dernières saisons"
Ce fut la première de 274 représentations avec la compagnie du Met Opera, cela dura pendant 20 saisons. Elle a été particulièrement remarquée pour Amneris dans Aida de Verdi, rôle qu'elle a chanté 69 fois au Metropolitan. Elle était Brangäne quand Birgit Nilsson a chanté son premier Tristan und Isolde au Met en 1959, Amneris lorsque Leontyne Price fit ses débuts dans Aida au Metropolitan en 1961 et la princesse de Bouillon pour les débuts de Plácido Domingo au Met dans Adriana Lecouvreur. Elle a également souvent chanté avec la soprano Leonie Rysanek, notamment 17 représentations de Die Frau ohne Schatten, ainsi que dans Salomé et Aida.

## Apogée de sa carrière
En 1961, Dalis s'est révélée être la première américaine à chanter le rôle de Kundry dans Parsifal au Festival de Bayreuth. Son interprétation de ce rôle a été enregistrée en 1962 avec Jess Thomas comme Parsifal, Hans Hotter en Gurnemanz, sous la direction de Hans Knappertsbusch. Cet enregistrement, publié par Philips, a remporté le Grand Prix du disque en 1964. À San Francisco, elle a chanté la nourrice de Die Frau ohne Schatten. et Ortrud dans Lohengrin, entre autres rôles. Elle a joué au gala donné en l'honneur de la carrière de Sir Rudolf Bing .

## Appréciations des critiques
Un critique a dit de sa Kundry :

Son interprétation enregistrée est mémorable par la qualité toute en volupté de sa voix moyenne et supérieure .... elle surprend par la pureté de sa voix et sa subtilité d'interprétation. Le timbre charmant, avec son miroitement scintillant, contient sa propre magie ... Son phrasé souple et sa maîtrise du texte annoncent une chanteuse qui habite son personnage au maximum, réalisant une fusion d'éléments musicaux et dramatiques ... Dalis possède une combinaison singulière de dons vocaux et d'interprétation.
La grande Birgit Nilsson a déclaré sur son intelligence collégiale :

Irene Dalis était merveilleuse d'interaction :  énergique, alerte, mais en même temps de sollicitude, comme la servante d'Isolde doit être. Des collègues n'ont cessé de me dire qu'elles ont tenté de convaincre le public qu'elles devraient être celles qui devaient chanter Isolde. Puis tout va mal et rien ne fonctionne dans la relation. Mais dans son cas, tout a parfaitement fonctionné.
La gratitude profonde de ses admirateurs est réelle. Sa maison a brûlé en 1990 et elle a perdu la collection de toute une vie d'enregistrements et de souvenirs. Un de ses anciens élève a rassemblé des enregistrements pirates de ses représentations au Met, à San Francisco, Rome, et Bayreuth, et les lui donna en cadeau.

## Fondatrice et dirigeante de l'Opéra de San Jose
Après sa retraite du Met en 1976, Dalis est retournée dans sa ville natale en Californie, où l'Université de San Jose lui a offert un poste de professeur de musique. Là, elle a développé le programme de l'atelier de l'opéra, qui commença à produire tant de chanteurs de niveau professionnel qu'elle décida de créer l'Opéra de San Jose en 1984, une compagnie professionnelle qui engage de jeunes chanteurs sur une base de contrat de plusieurs années, leur permettant d'effectuer des rôles principaux dans quatre productions annuelles de la compagnie. "Cette compagnie a été fondée sur mes deux années à Oldenburg," dit Dalis ". En mon temps, là-bas, j'ai chanté neuf rôles majeurs, cela aurait été dix si je n'avais eu l'appendicite! Et j'ai pensé, "Pourquoi ne pas dénicher de jeunes talents et les faire chanter des grands rôles, plutôt qu'ils débutent dans un chœur avant de faire leur chemin ?" Comme chef, elle a toujours dirigé la compagnie, en tirant particulièrement fierté de sa stabilité financière.

## Concours de chant Irene Dalis
En accord avec sa philosophie d'encourager les jeunes chanteurs, avec le soutien d'un donateur anonyme, Dalis a créé le Concours de chant qui porte son nom en 2007, qui se tient à San Jose chaque printemps. Dix finalistes concourent pour 50.000 $. Les lauréats de ce concours ont poursuivi une carrière significative; par exemple, Audrey Luna (2009) a chanté au Met, à l'opéra de Santa Fe, à Tanglewood, et au Festival de Spoleto.

## Prix et distinctions
Dalis a reçu la prestigieuse médaille de l'Opéra de San Francisco en 1998. Ses autres mérites comprennent Artiste principal au Metropolitan Opera, à l'Opéra de San Francisco, au Royal Opera House, à Covent Garden, au Festival de Bayreuth, au Lyric Opera de Chicago, Berlin, Rome, Naples et autres. Ses récompenses comprennent la Fulbright Award, en 1951; le Médaillon Richard Wagner à Bayreuth, en 1963; Tour Award de l'Université de San José, 1974; Honorée par le conseil d'administration du Metropolitan Opera à l'occasion de son vingtième anniversaire de la saison 1977; Woman of Achievement Award du San José Mercury News, en 1983  Prix du mérite des ciyoyens de la ville de San Francisco, 1985; Citoyen d'honneur de la ville de San José, 1986; parmi d'autres récompenses.

## Vie privée
En 1957, Dalis a épousé l'éditeur George Loinaz, de McGraw-Hill, décédé en 1990. De cette union est née une fille. Dalis a eu deux petits-enfants. Elle meurt à l'âge de 89 ans, à San Jose, en Californie, le 14 décembre 2014.

## Sources
- (en) Cet article est partiellement ou en totalité issu de l’article de Wikipédia en anglais intitulé « Irene Dalis » (voir la liste des auteurs).